# Alternativpsychose
Als Alternativpsychose bezeichnet wird ein extremes Verlaufsstadium psychischer Auffälligkeit bei zugrundeliegender epileptischer Erkrankung. Dieses Stadium ist gekennzeichnet durch einen Übergang zwischen Perioden klinisch manifester Krampfanfälle mit in der Regel kurzfristigem Bewusstseinsverlust – bei sonst normalem psychischen Verhalten – zu anderen Perioden mit Anfallsfreiheit, jedoch mit gleichzeitigem Bestehen psychischer Auffälligkeiten. Es kommt so zu einem Symptomwandel mit Anfallsfreiheit, gleichzeitig aber auch zu neu auftretender psychopathologischer Symptomatik bis hin zur Entwicklung einer Psychose. Es besteht dabei der Verdacht eines Antagonismus, indem für die Besserung der epileptischen Symptome eine Verschlechterung des psychischen Zustands hinzunehmen ist. Die psychischen Auffälligkeiten und Störungen einerseits und die typische Anfallssymptomatik andererseits gelten als epileptische Äquivalente zwischen denen das epileptische Krankheitsbild in gewissen Fällen seines Verlaufs wechselt bzw. alterniert. Der Begriff Alternativpsychose wurde 1965 von dem Heidelberger Psychiater Hubertus Tellenbach (1914–1994) geprägt.

## Geschichte
Das Phänomen des alternierenden Auftretens von epileptischen Anfällen und psychischen Störungen war schon dem griechischen Arzt Hippokrates von Kos (um 460–370 v. Chr.) bekannt. Bereits von ihm verworfen wurde der Mythos des Göttlichen (altgriechisch νόσημα·ἱερόν·= lateinisch morbus sacer) für die Epilepsie. Vielmehr forderte er eine Aufklärung dieser Krankheit durch das Studium am Gehirn. Er unterschied durch Hysterie hervorgerufene Anfälle von epileptischen Anfällen. Diese fortschrittlichen Konzepte blieben allerdings für mehr als zwei Jahrtausende von der Medizin ignoriert. Erst im ausgehenden 18. und beginnenden 19. Jahrhundert entwickelten europäische Psychiater erneute Hypothesen zu den Beziehungen zwischen Anfällen und seelischen Störungen. Sie konnten sich dabei jedoch zunächst nur auf die Bedingungen des Anstaltswesens, auf die pathologische Anatomie und auf die Kenntnis der Psychopathologie beziehen. Unter ihnen sind Wilhelm Griesinger (1817–1868) und Wilhelm Sommer (1852–1900) zu nennen. Griesinger trug durch präzise Beschreibungen zur Systematik der Epilepsie bei, indem er Petit-mal-Anfälle von Grand-mal-Anfällen abgrenzte. Sommer verwendete den Begriff der larvierten Epilepsie, siehe auch Kap. Larvierte Epilepsie. Damit meinte er eine „verdeckte Epilepsie“, bei der eine phasenweise Anfallsfreiheit von Epileptikern beim Auftreten seelischer Störungen bestand. Auch bei den von Griesinger beschriebenen Petit-mal-Anfällen treten keine tonisch-klonischen Krampfanfälle mit Bewusstlosigkeit auf. Vielmehr imponierten hier Dämmerzustände z. T. mit Myoklonien oder Nestelbewegungen. Der ungarische Psychiater Ladislas J. Meduna (1896–1964), zog hieraus die therapeutische Vorstellung einer Einleitung von künstlichen, pharmakologisch oder elektrisch ausgelösten Krampfanfällen zwecks Heilung psychotischer Erkrankungen. Er setzte dieses Konzept erfolgreich in den 1930er-Jahren in die Praxis um. – Methodische Fortschritte in der Kenntnis pathophysiologischer Grundtatsachen ergaben sich ab ca. 1950 auch durch die Entwicklung des EEG. Die Erstbeschreibung der „forcierten Normalisierung“ im EEG durch Heinrich Landolt (1917–1971) erbrachte nähere Einblicke in den funktionellen Antagonismus zwischen Psychose und Epilepsie.

## Drei Ebenen der Betrachtung
Nach derzeitigem methodischen Stand kommen hauptsächlich drei Betrachtungsweisen epileptischer Anfälle in Frage:
a) Klinisch typische epileptische Symptomatik,
b) Feststellen typischer EEG-Veränderungen,
c) Beobachten psychopathologischer Befunde.
Während es sich bei a) und b) um objektive Symptome und Befunde handelt, können psychopathologische subjektive und objektive Störungen nicht sicher einer Epilepsie zugeordnet werden. Eine strenge Kausalbeziehung zwischen Psychopathologie und klinisch typischen Befunden ist nicht möglich, da auch an ein rein zufälliges Zusammentreffen von Symptomen gedacht werden muss. Es handelt sich um ein grundsätzliches Problem der Psychosomatik bzw. des Leib-Seele-Problems, da psychopathologische Befunde stets als unspezifisch zu bewerten sind. Eine Zusammenschau körperlicher und seelischer Befunde ist in der praktischen Psychiatrie erforderlich. Die Sicherheit der Diagnose einer Epilepsie erhöht sich, wenn mehrere objektive Parameter übereinstimmen. Dies macht allerdings die Diagnose der Epilepsie im Falle der „forcierten Normalisierung“ (Landolt) schwierig. Das EEG in klinisch sicheren (typischen) Fällen von Epilepsie (grand mal) ist in 5–30 % normal. Noch häufiger kann ein krankhafter Herdbefund bei nicht generalisierten Epilepsien vom Jackson-Typ oder bei psychomotorischen Epilepsien nicht im EEG nachgewiesen werden.

### Larvierte Epilepsie
Beim Konzept der larvierten Epilepsie (synonyme Bezeichnung: maskierte Epilepsie) geht man davon aus, dass sich hinter beobachteten unspezifischen psychopathologischen Befunden möglicherweise eine Epilepsie „verbirgt“. Die Begriffsbildung der larvierten Epilepsie verhält sich ähnlich wie die der larvierten Depression. Hier wird das jeweilige Achsensymptom vermisst (Anfall/Depression).
Das Konzept wurde nach Uwe Henrik Peters (1930–2023) zunächst von dem deutschen Arzt Johann Peter Frank (1745–1821) entwickelt, der von „epileptischen Transformationen“ sprach (1800). Der französische Psychiater Bénédict Augustin Morel (1809–1873) hat dann als erster den Begriff der larvierten Epilepsie verwendet. Weiter wurde dieser Begriff von dem Londoner Kinderarzt George Frederic Still (1868–1941) gebraucht. Er wurde später von dem Pädiater H. R. E. Wallis für alle rezidivierenden paroxysmalen Zustände nicht offenkundig epileptischer Genese übernommen.
Die Vermutung einer larvierten Epilepsie trifft in gewissen Fällen zu, in denen im späteren Verlauf oder in der Vorgeschichte typische epileptische Symptome zu verzeichnen sind (Intervallbefunde). Auch dann ist allerdings der Nachweis einer Kausalbeziehung nicht eindeutig zu erbringen. Es handelt sich dabei um das bereits oben erwähnte prinzipielle Problem der Psychosomatik. Das Konzept der larvierten Epilepsie ist somit ebenso wie das der Alternativpsychose als theoretisches Konstrukt anzusehen. Dies trifft auch für die oben erwähnte Bezeichnung des epileptischen Äquivalents zu. Regelhafte Zusammenhänge können nicht hergestellt werden. Ausnahmen sind auch insofern zu betonen als es häufig Alternativpsychosen gibt, die ohne forcierte Normalisierung einhergehen und in denen auch die Anfälle weiterbestehen. Ein strenges Ausschlussverhältnis zwischen Epilepsie und Psychose besteht somit nicht. Gestützt werden die theoretischen Vorstellungen eines Antagonismus jedoch durch die Tatsache, dass Alternativpsychosen meist durch zu stark dosierte oder zu schnell gesteigerte antiepileptische Medikation auftreten, insbesondere bei Anwendung von Ethosuximid. Sie können durch eine Reduktion der antiepileptischen Medikamente günstig beeinflusst werden. Andererseits ist es bekannt, dass antipsychotische Medikamente (Neuroleptika) die Krampfschwelle senken, d. h. die Krampfbereitschaft erhöhen.

### Vereinfachende Darstellung des Antagonismus
Die antagonistische Sichtweise der klinischen Phänomene der Alternativpsychose wird durch folgende Tabelle erläutert. Sie bezieht sich als zusammenfassende Darstellung auf vorgenannte Quellen. Jeweils zwei antagonistische klinische im Intervall auftretende Verlaufsstadien sind herausgegriffen und rot bzw. grün unterlegt. Auch die EEG-Befunde gehören zu diesen im intervallären Verlauf auftretenden Befunde. Sie sind hier jedoch nicht eigens farblich hervorgehoben. Alternativpsychosen kommen nach Erreichen von Anfallsfreiheit bei generalisierten Anfällen und Partialanfällen (fokalen Anfällen) vor.
| Klinisch objektiv                                                            |                           |                           | Psychisch subjektiv                | Diagnose                                                           |
| ---------------------------------------------------------------------------- | ------------------------- | ------------------------- | ---------------------------------- | ------------------------------------------------------------------ |
| sensorisch                                                                   | motorisch                 | EEG                       |                                    |                                                                    |
| (quantitativ vollständiger) Bewusstseinsverlust                              | tonisch-klonische Krämpfe | typische Krampfpotentiale | Amnesie                            | Generalisierter Anfall                                             |
| auraähnliche psychosensorische Dämmerattacke, Absence                        | ggf. Myoklonien           | typische s/w-Komplexe     | geistesabwesend, partielle Amnesie | Partialanfall mit elementarer Symptomatik                          |
| eigentliche Dämmerattacke mit vegetativer Symptomatik, Doppeltes Bewusstsein | z. B. Poriomanie          | untypisch                 | geordneter Dämmerzustand           | Psychomotorischer Anfall = Partialanfall mit komplexer Symptomatik |
| unauffällig                                                                  | unauffällig               | forcierte Normalisierung  | qualitative Bewusstseinsänderung   | Durchgangssyndrom                                                  |